# 阿斯伯里 (愛荷華州)
阿斯伯里（英語：Asbury）是美国艾奥瓦州迪比克縣下轄的一个城市。2010年人口统计为4,357人。